# Ryan Crouser
Ryan Crouser, född 18 december 1992 i Portland, Oregon, är en amerikansk friidrottare som tävlar i kulstötning.

## Karriär
Crouser blev olympisk guldmedaljör i kulstötning vid sommarspelen 2016 i Rio de Janeiro. Sedan 24 januari 2021 är han världsrekordinnehavare inomhus då han fick iväg en stöt på 22,82 meter. Den 18 juni 2021 slog han Randy Barnes 31 år gamla utomhusvärldsrekord när han stötte 23,37 meter.
Vid olympiska sommarspelen 2020 i Tokyo tog Crouser guld i kulstötning med en stöt på 23,30 meter, vilket var ett nytt olympiskt rekord. I mars 2022 vid inomhus-VM i Belgrad tog han silver i kultävlingen efter en stöt på 22,44 meter och blev endast besegrad av brasilianska Darlan Romani. I juli 2022 vid VM i Eugene tog Crouser guld i kultävlingen och satte ett nytt mästerskapsrekord efter en stöt på 22,94 meter.
I augusti 2023 vid VM i Budapest tog Crouser sitt andra raka VM-guld efter en stöt på 23,51 meter, vilket blev ett nytt mästerskapsrekord. Vid OS 2024 tog han sitt tredja raka OS-guld.